# Elisa Molinari
Elisa Molinari (Modena, 23 marzo 1958) è una fisica italiana dell'Università di Modena e Reggio Emilia e membro associato del CNR in Italia, con oltre trenta anni di esperienza nella simulazione di materiali e nanosistemi.
I suoi interessi di ricerca si concentrano sulla scienza computazionale dei materiali e le nanotecnologie. Molinari è particolarmente attiva nella teoria delle proprietà fondamentali delle strutture a bassa dimensione, nella simulazione di nanodispositivi e nello sviluppo di metodi computazionali ad essi correlati.

## Biografia
Dal 2001, è professore ordinario di Fisica della Materia Condensata presso l'Università di Modena e Reggio Emilia (Dipartimento di Fisica, Informatica e Matematica) in Italia. Dal 2015, è coordinatrice di MaX – Materials design at the exascale, il Centro di Eccellenza Europeo per la simulazione ad alte prestazioni della materia. In precedenza, ha ricoperto incarichi di ricerca al CNR di Roma, presso l'Istituto Max Planck di Stoccarda e a Grenoble.
Molinari ha coordinato progetti europei e nazionali sulle proprietà fondamentali e la correlazione nei materiali a bassa dimensione, nonché approcci congiunti computazionali ed esperimentali su nano(bio)sistemi.
Molinari è coinvolta in iniziative dedicate alla promozione delle donne nella scienza: ha cofondato l'"Associazione donne e scienza" in Italia, così come il Gruppo di Lavoro della IUPAP sulle Donne in Fisica nel 1999 e la serie di conferenze internazionali associate.

## Riconoscimenti
Molinari ha ricevuto il riconoscimento di Fellow dalla American Physical Society, dopo essere stata nominata dal Forum on International Physics nel 1999, per «il suo contributo alla teoria dei semiconduttori e delle loro interfacce, in particolare, il suo lavoro fondamentale sull'interazione elettrone-elettrone e elettrone-fonone nelle nano-strutture; e per il suo coinvolgimento nella formazione di giovani teorici di numerosi paesi e nell'organizzazione di conferenze internazionali».

## Pubblicazioni
Molinari ha pubblicato più di 280 articoli scientifici su prestigiose riviste internazionali.
- MAH Bertran et al., "Understanding the irreversible lithium loss in silicon anodes using multi-edge X-ray scattering analysis", arXiv e-prints, arXiv: 2410.05794 (2024)
- Sun et al, "Evidence for equilibrium exciton condensation in monolayer WTe2", Nature Physics 18, 94 (2022).
- Ataei et al, "Evidence of ideal excitonic insulator in bulk MoS2 under pressure", Proc Natl Acad Sci USA, 118, e2010110118 (2021).
- D. Varsano et al, "A monolayer transition-metal dichalcogenide as a topological excitonic insulator", Nature Nanotechnology 15, 367 (2020)
- P. D'Amico et al, "Intrinsic edge excitons in two-dimensional MoS2", Phys. Rev. B 101, 161410 (2020)
- M.O. Atambo et al, "Electronic and optical properties of doped TiO2 by many-body perturbation theory", Phys. Rev. Materials 3, 045401 (2019)
- A. Portone et al, "Tailoring optical properties and stimulated emission in nanostructured polythiophene", Scientific Reports 9, 7370 (2019)
- J.O. Island et al, "Interaction-Driven Giant Orbital Magnetic Moments in Carbon Nanotubes", Phys. Rev. Letters 121, 127704 (2018)
- D. Varsano et al, "Carbon nanotubes as excitonic insulators", Nature Comm. 8, 1461 (2017)
- A. De Sio et al, "Tracking the coherent generation of polaron pairs in conjugated polymers", Nature Comm. 7, 13742 (2016)
- L. Bursi et al, "Quantifying the Plasmonic Character of Optical Excitations in Nanostructures", ACS Photonics 3, 520 (2016)
- G. Soavi et al "Exciton-exciton annihilation and biexciton stimulated emission in graphene nanoribbons", Nature Comm.7, 11010 (2016)
- S. Falke et al, "Coherent ultrafast charge transfer in an organic photovoltaic blend", Science 344, 1001 (2014)
- R. Denk et al, "Exciton Dominated Optical Response of Ultra-Narrow Graphene Nanoribbons", Nature Comm 5, 4253 (2014)
- C. A. Rozzi et al, "Quantum coherence controls the charge separation in a prototypical artificial light-harvesting system", Nature Comm 4, 1602 (2013)
- P. Ruffieux et al, "Electronic Structure of Atomically Precise Graphene Nanoribbons", ACS Nano 6, 6930 (2012)
- S. Kalliakos et al, "A molecular state of correlated electrons in a quantum dot", Nature Physics 4, 467 - 471 (2008)
- D. Prezzi et al, "Optical properties of graphene nanoribbons: The role of many-body effects", Phys Rev B77, 041404 (2008)
- A. Ferretti et al, "Mixing of electronic states in pentacene adsorption on copper", Phys Rev Lett 99, 046802 (2007)
- J. Maultzsch et al, "Exciton binding energies in carbon nanotubes from two-photon photoluminescence", Phys Rev B 72, 241402 (2005)
- A. Ferretti et al, "First-principles theory of correlated transport through nanojunctions", Phys Rev Lett 94, 116802 (2005)